# Loening Aeronautical Engineering

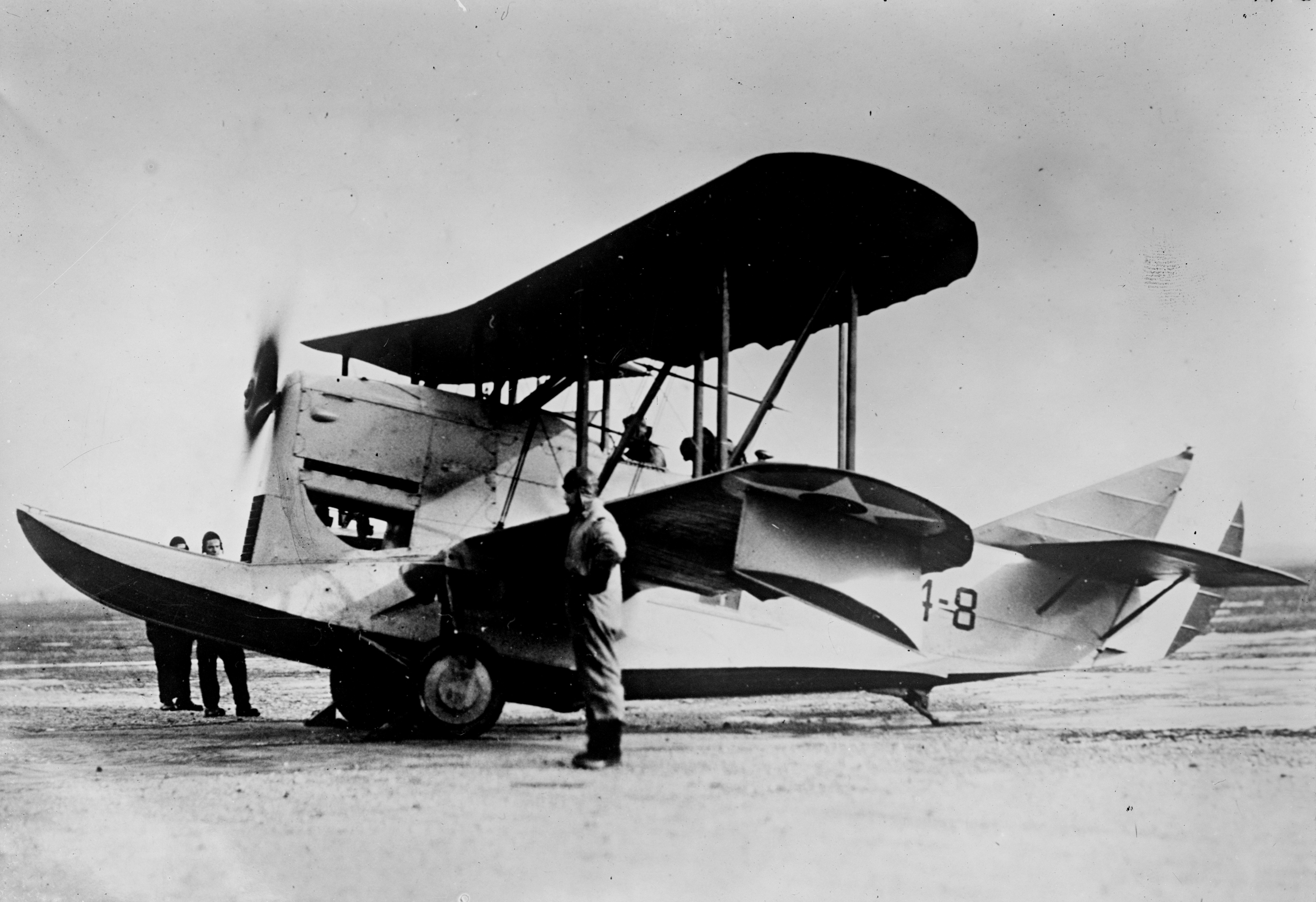
Loening OL/OA-1A, Amphibienflugzeug zur Seeraumüberwachung (USA, 1923)

Die Loening Aeronautical Engineering Corporation war ein US-amerikanischer Hersteller von Flugzeugen mit Sitz in New York City. Sie wurde 1917 von Grover Loening gegründet, der bereits um 1911 eines der ersten Wasserflugzeuge, ein Flugboot, konstruiert und gebaut hatte. Im Gründungsjahr bekam er von der US Navy den Auftrag zum Bau der Loening M-8, eines zweisitzigen abgestrebten Schulterdeckers für Kampfzwecke, nachdem bereits vorher ein Entwicklungsauftrag für ein kleines Bordflugzeug hatte eingeholt werden können.
Nach dem Ersten Weltkrieg wurde die Flying Yacht entworfen, mit der es gelang, mehrere Weltrekorde zu erringen und gleichzeitig den Markt für private Flugboote zu erschließen. Die Entwicklung der Loening OL –Serie, eines Amphibienflugzeuges mit Zentralschwimmer und Einziehfahrwerk, brachte schließlich dem Unternehmen den größten Erfolg.
Im Oktober 1928 wurde Loening Aeronautical Engineering von der Keystone Aircraft Corporation erworben und musste die Produktion von New York nach Bristol (Pennsylvania) verlegen. Nach dem Zusammenschluss trug das Unternehmen den Namen Keystone-Loening, wobei Loening aber nur noch als Abteilung mit der Bezeichnung Loening Aeronautical Division bestand. Einige Konstrukteure, unter ihnen Leroy Grumman, verließen anschließend das Unternehmen und gründeten die Grumman Aerospace Corporation. Keystone-Loening wurde kurz darauf von der Wright Aeronautical Corporation aufgekauft, die am 26. Juni 1929 mit der Curtiss Aeroplane and Motor Company zum Konzern Curtiss-Wright fusionierte. Das Keystone-Loening-Werk in Bristol blieb bis 1932 als Produktionsstandort von Curtiss-Wright bestehen. 
Grover Loening schuf bereits 1928 ein neues Unternehmen, das sich Grover Loening Aircraft Company nannte und neben Beratungstätigkeiten einige Versuchsflugzeuge herstellte. Das Unternehmen wurde 1938 aufgelöst, da Loening 1937 in den Staatsdienst gewechselt war.

## Typen
- Loening Air Yacht
- Loening C-1W
- Loening C-2C
- Loening C-4C
- Loening C-5
- Loening C-6
- Loening Duckling
- Loening FL-1
- Loening LS.
- Loening M-2 Kitten
- Loening M-3
- Loening M-8
- Loening Monoduck
- Loening O2L
- Loening OA-1
- Loening OA-2
- Loening OL (−1 bis −9)
- Loening PA-1
- Loening PW-2
- Loening S-1
- Loening S-2L
- Loening SL